# Парнелл, Редж
Реджинальд Харольд Хаслам Парнелл (англ. Reginald Harold Haslam Parnell), более известный как Редж Парнелл (англ. Reg Parnell; 2 июля, 1911 — 7 января, 1964) — британский автогонщик и руководитель команды. Дебютировал в чемпионате Формулы-1 1950 года в первом Гран-при в истории официальных чемпионатов Формулы-1, в котором заработал свой единственный подиум в карьере.
До Второй мировой войны Парнелл выигрывал различные неофициальные соревнования, участвуя на различных машинах, включая Bugatti. После войны принял участие в Гран-при Великобритании 1950 года — первом Гран-при в истории официальных чемпионатов Формулы-1, где добился своего наибольшего успеха, заняв третью ступень подиума.
После этого, участвовал ещё в 6 Гран-при в сезонах 1950—1952 и 1954 годов. Кроме того, Парнелл выступал в национальных соревнованиях, и в сезоне 1954 года выиграл ряд гонок. Позднее он время от времени выступал на Connaught Роба Уолкера, а за рулем Ferrari Super Squalo выиграл в 1957 году внезачётные Гран-при Новой Зеландии и гонку South Island.
После ухода из гонок Парнелл стал тим-менеджером в Aston Martin, затем в течение 1961 и 1962 годов контролировал команды Yeoman Credit и Bowmaker Lola, после чего решил основать своё собственное детище — Reg Parnell Racing; все только начиналось, когда Парнелл, абсолютно здоровый, в январе 1964 года внезапно скончался от перитонита, явившегося следствием обычной операции по удалению аппендикса — в возрасте 52 лет.

## Результаты в Формуле-1
| Легенда к таблице |                                                                    |
| --- | ------------------------------------------------------------------ |
| В таблице перечислены результаты всех Гран-при Формулы-1, в которых принимал участие гонщик. Строками таблицы являются сезоны, столбцами — этапы чемпионата мира. В каждой клетке указаны сокращённое название этапа и результат, дополнительно обозначенный цветом. Расшифровка обозначений и цветов представлена в нижеследующей таблице. |                                                                    |
| \| Пример \| Описание \| \| ------------ \| ------------------------------------------------------------------ \| \| 1 \| Победитель \| \| 2 \| Второе место \| \| 3 \| Третье место \| \| 5 \| Финишировал, заработав очки \| \| Сход \| Не финишировал, но при этом заработал очки \| \| 12 \| Финишировал, не получив очков \| \| НКЛ \| Финишировал, но не попал в финальную классификацию \| \| 15 \| Участвовал вне зачёта, либо по отдельной классификации \| \| 18 \| Не финишировал, но попал в финальную классификацию \| \| Сход \| Не финишировал \| \| НКВ \| Не прошёл квалификацию \| \| НПКВ \| Не прошёл предквалификацию \| \| ДСК \| Дисквалифицирован \| \| ИСК \| Исключён из протокола соревнований \| \| ТТ \| Заявлен для участия только в тренировках \| \| НС \| Участвовал в квалификации, но не стартовал в гонке \| \| Т \| Травмирован или болен \| \| ОТК \| Отказ от участия \| \| НТР \| Прибыл на соревнования, но на трассу не выезжал \| \| НПР \| Был заявлен в числе участников, но не прибыл к началу соревнований \| \| О \| Соревнования отменены \| \| \| Не участвовал \| \| Поул-позиция \| \| \| Быстрый круг \| \| |                                                                    |
| Пример | Описание                                                           |
| 1 | Победитель                                                         |
| 2 | Второе место                                                       |
| 3 | Третье место                                                       |
| 5 | Финишировал, заработав очки                                        |
| Сход | Не финишировал, но при этом заработал очки                         |
| 12 | Финишировал, не получив очков                                      |
| НКЛ | Финишировал, но не попал в финальную классификацию                 |
| 15 | Участвовал вне зачёта, либо по отдельной классификации             |
| 18 | Не финишировал, но попал в финальную классификацию                 |
| Сход | Не финишировал                                                     |
| НКВ | Не прошёл квалификацию                                             |
| НПКВ | Не прошёл предквалификацию                                         |
| ДСК | Дисквалифицирован                                                  |
| ИСК | Исключён из протокола соревнований                                 |
| ТТ | Заявлен для участия только в тренировках                           |
| НС | Участвовал в квалификации, но не стартовал в гонке                 |
| Т | Травмирован или болен                                              |
| ОТК | Отказ от участия                                                   |
| НТР | Прибыл на соревнования, но на трассу не выезжал                    |
| НПР | Был заявлен в числе участников, но не прибыл к началу соревнований |
| О | Соревнования отменены                                              |
| | Не участвовал                                                      |
| Поул-позиция |                                                                    |
| Быстрый круг |                                                                    |

| Сезон | Команда                    | Шасси            | Двигатель              | Ш | 1     | 2   | 3   | 4       | 5        | 6        | 7       | 8   | 9   | Место | Очки |
| ----- | -------------------------- | ---------------- | ---------------------- | - | ----- | --- | --- | ------- | -------- | -------- | ------- | --- | --- | ----- | ---- |
| 1950  | SA Alfa Romeo              | Alfa Romeo 158   | Alfa Romeo 158 1,5 L8S | P | ВЕЛ 3 | МОН | 500 |         |          |          |         |     |     | 9     | 4    |
| 1950  | Scuderia Ambrosiana        | Maserati 4CLT/48 | Maserati 4CLT 1,5 L4S  | D |       |     |     | ШВА НПР | БЕЛ      | ФРА Сход | ИТА НПР |     |     | 9     | 4    |
| 1951  | G A Vandervell             |                  | Ferrari 375 4,5 V12    | P | ШВА   | 500 | БЕЛ | ФРА 4   |          |          |         |     |     | 10    | 5    |
| 1951  | British Racing Motors Ltd. | BRM P15          | BRM P15 1,5 V16S       | D |       |     |     |         | ВЕЛ 5    | ГЕР      | ИТА НС  | ИСП |     | 10    | 5    |
| 1952  | A H M Bryde                | Cooper T20       | Bristol 2,0 L6         | D | ШВА   | 500 | БЕЛ | ФРА     | ВЕЛ 7    | ГЕР      | НИД     | ИТА |     | —     | 0    |
| 1954  | Scuderia Ambrosiana        |                  | Ferrari 2,5 L4         | A | АРГ   | 500 | БЕЛ | ФРА     | ВЕЛ Сход | ГЕР      | ШВА     | ИТА | ИСП | —     | 0    |